# Skrzypiec (Lubrza)
Skrzypiec (deutsch: Kreiwitz, auch Kreitwitz) ist ein Ort in der Landgemeinde Lubrza im Powiat Prudnicki Woiwodschaft Opole in Polen.

## Geographie

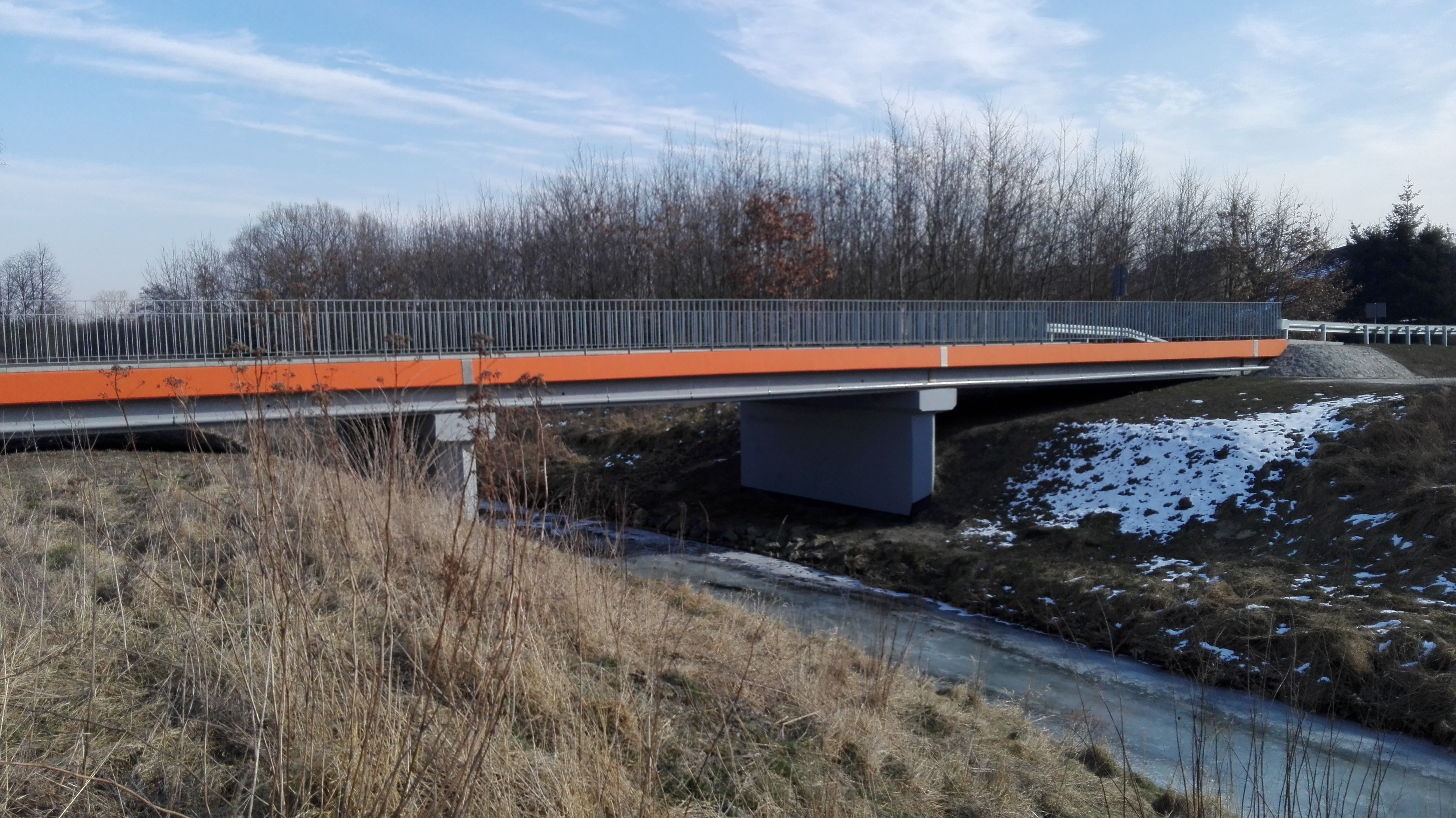
Brücke über die Prudnik bei Skrzypiec

Das Straßendorf Skrzypiec liegt etwa vier Kilometer südöstlich von Lubrza, sieben Kilometer östlich von Prudnik und 51 Kilometer südwestlich von Opole in der Nizina Śląska (Schlesische Tiefebene) an der Prudnik, einem linken Zufluss der Osobłoga (Hotzenplotz). Drei Kilometer südöstlich verläuft die Landesgrenze zu Tschechien.
Nachbarorte von Skrzypiec sind im Osten Dytmarów (Dittersdorf), im Südosten Krzyżkowice (Kröschendorf) und im Westen Jasiona (Jassen).

## Geschichte

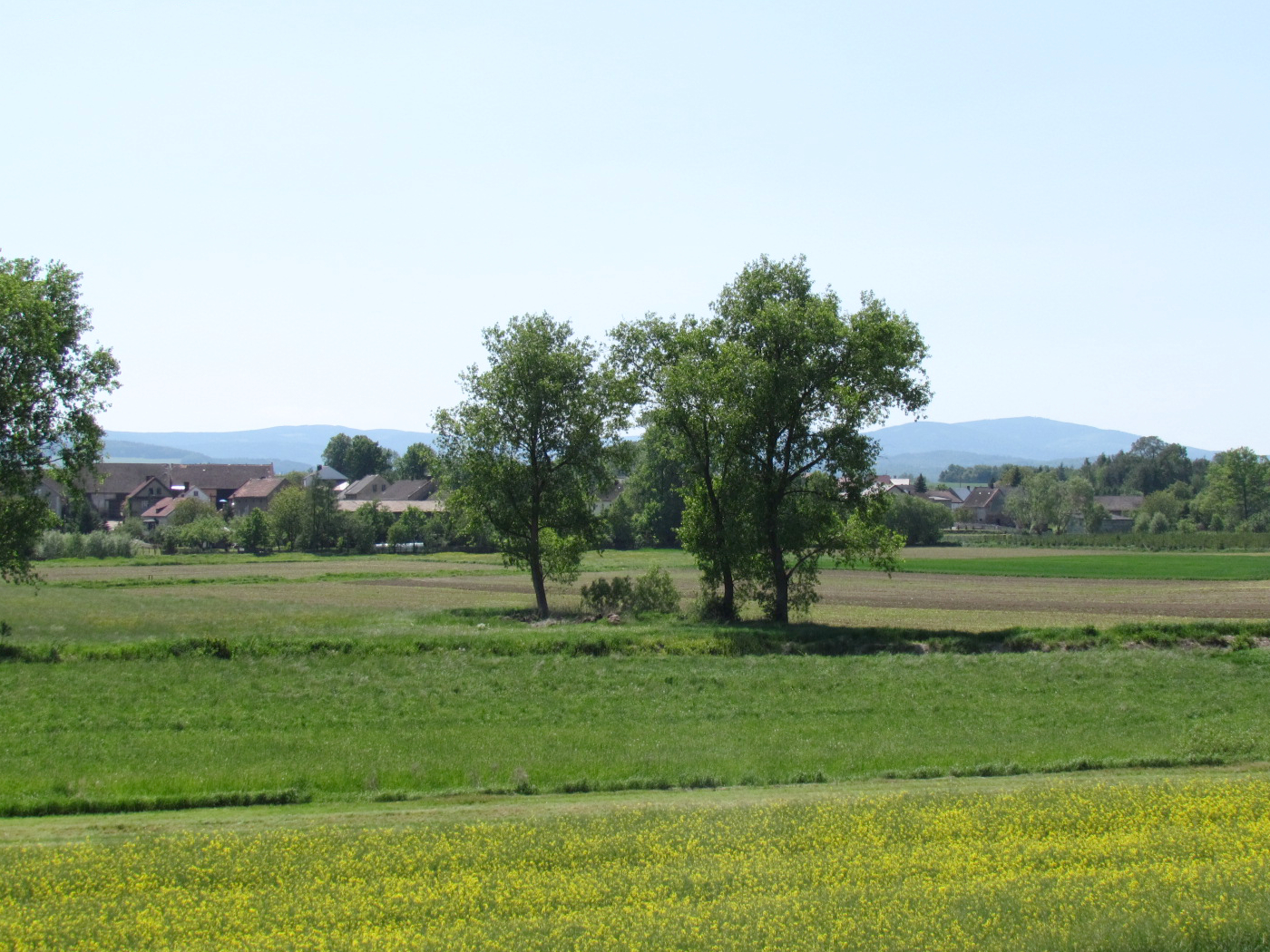
Blick auf Skrzpiec

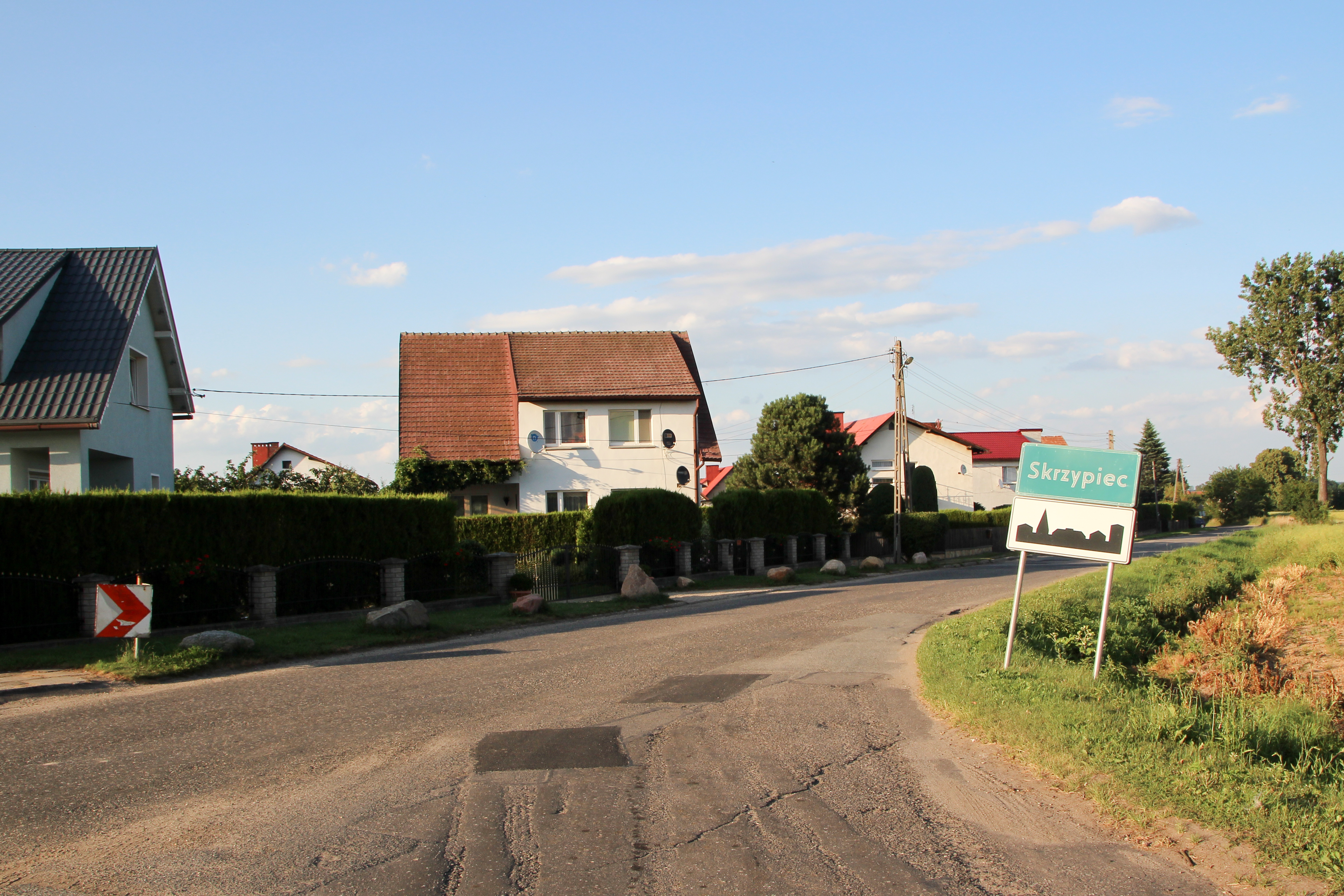
Ortsbild

Erstmals erwähnt wurde der Ort im Jahr 1331 als Greywitz. Weitere überlieferte Ortsbezeichnungen stammen aus den Jahren 1430 als Kreiwitz sowie 1538 als Skrzypiecz.
Nach dem Ersten Schlesischen Krieg 1742 gelangte Kreiwitz mit dem größten Teil Schlesiens an Preußen.
Nach der Neuorganisation der Provinz Schlesien gehörte die Landgemeinde Kreiwitz ab 1816 zum Landkreis Neustadt O.S. im Regierungsbezirk Oppeln. 1845 bestanden im Dorf eine Freischoltisei, eine Wassermühle, eine Brennerei, eine Brauerei sowie weitere 80 Häuser. Im gleichen Jahr lebten in Kreiwitz 477 Menschen, davon fünf evangelisch. Eingepfarrt waren die Bewohner nach Dittersdorf. 1855 lebten 583 Menschen in Kreiwitz. 1865 bestanden im Ort eine Erbscholtisei, 24 Bauer-, 16 Gärtner- und 24 Häuslerstellen sowie eine Wassermühle. Eingeschult waren die Bewohner nach Dittersdorf. 1874 wurde der Amtsbezirk Dittersdorf gegründet, welcher aus den Landgemeinden Dittersdorf, Kreiwitz und Kröschendorf und dem Gutsbezirk Kröschendorf bestand. 1885 zählte Kreiwitz 603 Einwohner.
1933 lebten in Kreiwitz 540 sowie 1939 527 Menschen. Bis 1945 befand sich der Ort im Landkreis Neustadt O.S.
1945 kam der bisher deutsche Ort unter polnische Verwaltung und wurde in Skrzypiec umbenannt und der Woiwodschaft Schlesien angeschlossen. Die deutsche Bevölkerung wurde vertrieben. 1950 kam der Ort zur Woiwodschaft Oppeln. 1999 kam der Ort zum Powiat Prudnicki.

## Sehenswürdigkeiten
- Die Mühle wurde 1866 im neogotischen Stil erbaut. Es besitzt drei Geschosse. 1997 zerstörte ein Feuer das Gebäude. Lediglich die Außenmauern sind bis heute erhalten geblieben.[2]
- Hölzernes Wegekreuz